# 31282 Nicoleticea
31282 Nicoleticea è un asteroide della fascia principale. Scoperto nel 1998, presenta un'orbita caratterizzata da un semiasse maggiore pari a 3,0666580 UA e da un'eccentricità di 0,1361481, inclinata di 2,44197° rispetto all'eclittica.